# Viteză
În fizică, viteza reprezintă raportul dintre distanța parcursă și durata deplasării corpului. Sinonime: „iuțeală”, „repeziciune”, „velocitate”, „celeritate”.
Viteza medie a punctului material este raportul dintre vectorul deplasare Δd și intervalul de timp Δt în care s-a efectuat deplasarea:
Cea mai mare viteză posibilă la care energia sau informația pot călători, în conformitate cu teoria relativității, este viteza luminii în vid: c = 299792458  m/s. c este o constantă absolută - constanta universală în ecuația stabilită de Einstein:
care stabilește că energia este proporțională cu masa.